# Надия (Криворожский район)
Надия (укр. Надія, до 2016 года — Радгоспное, укр. Радгоспне)) — село, Вольненский сельский совет, Криворожский район, Днепропетровская область, Украина.
Код КОАТУУ — 1221881303. Население по переписи 2001 года составляло 273 человека.

## Географическое положение
Село Надия находится в 4-х км от берега Карачуновского водохранилища, в 3-х км от окраин города Кривой Рог. По селу протекает пересыхающий ручей с запрудой. Рядом проходят автомобильная дорога Н-23 и железная дорога, станция Красный Шахтёр в 4,5 км.